# Acholeplasmatales
Acholeplasmatales es un orden con una sola familia,  Acholeplasmataceae, de Mollicutes (bacterias sin paredes celulares) que contiene un género reconocido y otro en estado de Candidatus (todavía no reconocido formalmente). Incluye el género Phytoplasma, que es responsable de muchas enfermedades económicamente importantes de las plantas.
Son anaerobios facultativos, parásitos o comensales de vertebrados, insectos y plantas, y algunos son saprofitos.
A diferencia de Mycoplasmatales, Acholeplasmatales no requieren de colesterol para su crecimiento.